# Llista de topònims de Lladorre
Llista de topònims (noms propis de lloc) del municipi de Lladorre, al Pallars Sobirà
Informació actualitzada per un bot. Els canvis manuals es perdran quan s'actualitzi!

## borda
| imatge | Nom                                 | Ubicat a | instància de | Detalls                     | coordenades                                                                  | Protecció                                  | Commons (més fotos) | Dades a WD                    |
| ------ | ----------------------------------- | -------- | ------------ | --------------------------- | ---------------------------------------------------------------------------- | ------------------------------------------ | ------------------- | ----------------------------- |
|        | Barracons de Gueron                 | Lladorre | borda        |                             | 42° 39′ 38″ N, 1° 15′ 40″ E / 42.6606302717299°N,1.26123712036185°E          |                                            |                     | Modifica les dades a Wikidata |
|        | Borda Palomera                      | Lladorre | borda        |                             | 42° 42′ 02″ N, 1° 13′ 57″ E / 42.700587759281°N,1.23249310003343°E           |                                            |                     | Modifica les dades a Wikidata |
|        | Borda amb coberta de palla de Graus | Lladorre | borda        | Estil: arquitectura popular | 42° 40′ 07″ N, 1° 14′ 16″ E / 42.668718°N,1.237906°E                         | bé integrant del patrimoni cultural català |                     | Modifica les dades a Wikidata |
|        | Cabana de Sellente                  | Lladorre | borda        |                             | 42° 40′ 06″ N, 1° 20′ 28″ E / 42.6682097880106°N,1.34117368695998°E          |                                            |                     | Modifica les dades a Wikidata |
|        | Cabana de la Borda                  | Lladorre | borda        |                             | 42° 40′ 53″ N, 1° 19′ 14″ E / 42.68135233966°N,1.3205997653485°E             |                                            |                     | Modifica les dades a Wikidata |
|        | Cabana de les Conques               | Lladorre | borda        | Estat: ruïnós               | 42° 37′ 26″ N, 1° 17′ 26″ E / 42.6238268798905°N,1.2906375816993°E 2100 msnm |                                            |                     | Modifica les dades a Wikidata |
|        | Cabana del Fangassal                | Lladorre | borda        |                             | 42° 42′ 32″ N, 1° 12′ 32″ E / 42.7089369915226°N,1.20882378500662°E          |                                            |                     | Modifica les dades a Wikidata |
|        | borda d'Aineto                      | Lladorre | borda        |                             | 42° 38′ 22″ N, 1° 14′ 55″ E / 42.6394717845835°N,1.24849506341487°E          |                                            |                     | Modifica les dades a Wikidata |
|        | borda d'Arenys                      | Lladorre | borda        |                             | 42° 40′ 16″ N, 1° 14′ 13″ E / 42.671018449323°N,1.23683377722175°E           |                                            |                     | Modifica les dades a Wikidata |
|        | borda de Blasi                      | Lladorre | borda        |                             | 42° 37′ 07″ N, 1° 14′ 24″ E / 42.6184869176645°N,1.24010942053827°E          |                                            |                     | Modifica les dades a Wikidata |
|        | borda de Castell                    | Lladorre | borda        |                             | 42° 37′ 46″ N, 1° 15′ 45″ E / 42.6293199770141°N,1.26249934716233°E          |                                            |                     | Modifica les dades a Wikidata |
|        | borda de Ferrer                     | Lladorre | borda        |                             | 42° 40′ 01″ N, 1° 17′ 10″ E / 42.6668952775373°N,1.28615083249196°E          |                                            |                     | Modifica les dades a Wikidata |
|        | borda de Gallimorta                 | Lladorre | borda        |                             | 42° 39′ 13″ N, 1° 16′ 30″ E / 42.653658732935°N,1.2749859947484°E            |                                            |                     | Modifica les dades a Wikidata |
|        | borda de Gaspar                     | Lladorre | borda        |                             | 42° 36′ 48″ N, 1° 14′ 42″ E / 42.6134455300139°N,1.24490877377138°E          |                                            |                     | Modifica les dades a Wikidata |
|        | borda de Gueron                     | Lladorre | borda        |                             | 42° 39′ 29″ N, 1° 15′ 59″ E / 42.658030545095°N,1.2663246601379°E            |                                            |                     | Modifica les dades a Wikidata |
|        | borda de Montalto                   | Lladorre | borda        |                             | 42° 40′ 10″ N, 1° 18′ 31″ E / 42.669470703749°N,1.3087168380885°E 1383 msnm  |                                            | Borda de Montalto   | Modifica les dades a Wikidata |
|        | borda de Poblado                    | Lladorre | borda        |                             | 42° 37′ 24″ N, 1° 14′ 35″ E / 42.6232517623918°N,1.2431090294053°E           |                                            |                     | Modifica les dades a Wikidata |
|        | borda de Portells                   | Lladorre | borda        |                             | 42° 40′ 48″ N, 1° 14′ 07″ E / 42.6799992944962°N,1.23524944566109°E          |                                            |                     | Modifica les dades a Wikidata |
|        | borda de Serralleto                 | Lladorre | borda        |                             | 42° 37′ 25″ N, 1° 15′ 42″ E / 42.6236441429183°N,1.26174267902418°E          |                                            |                     | Modifica les dades a Wikidata |
|        | borda de Tambonet                   | Lladorre | borda        |                             | 42° 38′ 07″ N, 1° 15′ 05″ E / 42.635365147318°N,1.25142761694836°E           |                                            |                     | Modifica les dades a Wikidata |
|        | borda de Ticó                       | Lladorre | borda        |                             | 42° 36′ 46″ N, 1° 15′ 25″ E / 42.6126546394957°N,1.25680589011498°E          |                                            |                     | Modifica les dades a Wikidata |
|        | borda del Gavatx                    | Lladorre | borda        |                             | 42° 39′ 21″ N, 1° 14′ 05″ E / 42.655745886927°N,1.2346676209086°E            |                                            |                     | Modifica les dades a Wikidata |
|        | borda del Grau                      | Lladorre | borda        |                             | 42° 39′ 34″ N, 1° 14′ 45″ E / 42.6593513897749°N,1.24587507500548°E          |                                            |                     | Modifica les dades a Wikidata |
|        | borda dels Torms                    | Lladorre | borda        |                             | 42° 39′ 46″ N, 1° 14′ 28″ E / 42.6628529203156°N,1.24107895809877°E          |                                            |                     | Modifica les dades a Wikidata |
|        | bordes d'Artamont                   | Lladorre | borda        |                             | 42° 40′ 10″ N, 1° 18′ 03″ E / 42.6694°N,1.30081°E 1325 msnm                  |                                            |                     | Modifica les dades a Wikidata |
|        | bordes d'Esposi                     | Lladorre | borda        |                             | 42° 39′ 04″ N, 1° 15′ 02″ E / 42.651208°N,1.250444°E                         |                                            |                     | Modifica les dades a Wikidata |
|        | bordes de Cabullera                 | Lladorre | borda        |                             | 42° 40′ 19″ N, 1° 18′ 00″ E / 42.672044748595°N,1.3001046327768°E            |                                            |                     | Modifica les dades a Wikidata |
|        | bordes de Cortesils                 | Lladorre | borda        |                             | 42° 39′ 52″ N, 1° 14′ 20″ E / 42.6645553176351°N,1.23876137449914°E          |                                            |                     | Modifica les dades a Wikidata |
|        | bordes de Guidal                    | Lladorre | borda        |                             | 42° 39′ 49″ N, 1° 16′ 50″ E / 42.6635797959935°N,1.28064127296137°E          |                                            |                     | Modifica les dades a Wikidata |
|        | bordes de Llenes                    | Lladorre | borda        |                             | 42° 39′ 21″ N, 1° 15′ 07″ E / 42.6558260529618°N,1.25207435307673°E          |                                            |                     | Modifica les dades a Wikidata |
|        | bordes de Sellente                  | Lladorre | borda        |                             | 42° 39′ 41″ N, 1° 14′ 48″ E / 42.661334015764°N,1.2467107776421°E            |                                            |                     | Modifica les dades a Wikidata |
|        | bordes de Son                       | Lladorre | borda        |                             | 42° 40′ 22″ N, 1° 17′ 36″ E / 42.67274°N,1.29326°E                           |                                            |                     | Modifica les dades a Wikidata |
|        | bordes de les Planes del Colomer    | Lladorre | borda        |                             | 42° 38′ 07″ N, 1° 15′ 26″ E / 42.635378959745°N,1.2571967680246°E            |                                            |                     | Modifica les dades a Wikidata |
|        | cortal de Blasi                     | Lladorre | borda        |                             | 42° 37′ 18″ N, 1° 13′ 40″ E / 42.6216388846069°N,1.22785137527227°E          |                                            |                     | Modifica les dades a Wikidata |

## cim
| imatge | Nom                           | Ubicat a | instància de | Detalls | coordenades                                                                     | Protecció | Commons (més fotos)           | Dades a WD                    |
| ------ | ----------------------------- | -------- | ------------ | ------- | ------------------------------------------------------------------------------- | --------- | ----------------------------- | ----------------------------- |
|        | Pic de Causes                 | Lladorre | cim          |         | 42° 41′ 57″ N, 1° 14′ 59″ E / 42.699301°N,1.249813°E 2330 msnm                  |           | Pic de Causes                 | Modifica les dades a Wikidata |
|        | Pic de Noarre                 | Lladorre | cim          |         | 42° 41′ 36″ N, 1° 14′ 35″ E / 42.693269°N,1.243018°E 2051 msnm                  |           | Pic de Noarre                 | Modifica les dades a Wikidata |
|        | Pic de les Canals de Sellente | Lladorre | cim          |         | 42° 40′ 21″ N, 1° 20′ 51″ E / 42.672549°N,1.347621°E Vall de Cardós 2356.3 msnm |           | Pic de les Canals de Sellente | Modifica les dades a Wikidata |

## collada
| imatge | Nom              | Ubicat a         | instància de | Detalls | coordenades                                                           | Protecció | Commons (més fotos) | Dades a WD                    |
| ------ | ---------------- | ---------------- | ------------ | ------- | --------------------------------------------------------------------- | --------- | ------------------- | ----------------------------- |
|        | coll de Cerbi    | Lladorre Coflens | collada      |         | 42° 43′ 02″ N, 1° 11′ 23″ E / 42.71715°N,1.1896°E                     |           |                     | Modifica les dades a Wikidata |
|        | coll de Sellente | Alins Lladorre   | collada      |         | 42° 38′ 51″ N, 1° 21′ 13″ E / 42.647437°N,1.353537°E 2488 msnm        |           | Coll de Sellente    | Modifica les dades a Wikidata |
|        | port de l'Artiga | Ausat Lladorre   | collada      |         | 42° 42′ 11″ N, 1° 21′ 03″ E / 42.70305555555556°N,1.350833333333333°E |           |                     | Modifica les dades a Wikidata |

## curs d'aigua
| imatge | Nom               | Ubicat a                                                  | instància de | Detalls | coordenades                                                                                               | Protecció | Commons (més fotos) | Dades a WD                    |
| ------ | ----------------- | --------------------------------------------------------- | ------------ | --- | --- | --------- | ------------------- | ----------------------------- |
|        | Noguera de Cardós | Lladorre Esterri de Cardós Vall de Cardós Tírvia Llavorsí | curs d'aigua | Travessa: Lladorre Esterri de Cardós Vall de Cardós Tírvia Llavorsí Desemboca: Noguera Pallaresa Llarg: 26.75km Conca: 250km² | 42° 29′ 43″ N, 1° 12′ 45″ E / 42.495356111111°N,1.2125019444444°E                                         |           | Noguera de Cardós   | Modifica les dades a Wikidata |
|        | Riu de Sellente   | Lladorre                                                  | curs d'aigua | Desemboca: Lladorre | Vall de Cardós                                                                                            |           | Riu de Sellente     | Modifica les dades a Wikidata |
|        | riu de Romedo     | Lladorre                                                  | curs d'aigua | Desemboca: Noguera de Cardós                                                                                                  | 42° 41′ 57″ N, 1° 20′ 17″ E / 42.699217°N,1.33796°E 42° 40′ 53″ N, 1° 20′ 03″ E / 42.681398°N,1.334102°E  |           | Riu de Romedo       | Modifica les dades a Wikidata |
|        | riu de Tavascan   | Lladorre                                                  | curs d'aigua | Desemboca: Noguera de Cardós                                                                                                  | 42° 40′ 55″ N, 1° 14′ 03″ E / 42.682043°N,1.234229°E 42° 38′ 38″ N, 1° 15′ 26″ E / 42.643965°N,1.257228°E |           | Tavascan River      | Modifica les dades a Wikidata |

## edifici
| imatge | Nom                   | Ubicat a | instància de | Detalls                     | coordenades                                          | Protecció                                  | Commons (més fotos) | Dades a WD                    |
| ------ | --------------------- | -------- | ------------ | --------------------------- | ---------------------------------------------------- | ------------------------------------------ | ------------------- | ----------------------------- |
|        | Llobatera de Guidal   | Lladorre | edifici      | Estil: arquitectura popular |                                                      | bé cultural d'interès local                |                     | Modifica les dades a Wikidata |
|        | Llobatera de Lladorre | Lladorre | edifici      | Estil: arquitectura popular |                                                      | bé cultural d'interès local                |                     | Modifica les dades a Wikidata |
|        | Rectoria Boldís Jussà | Lladorre | edifici      | Estil: arquitectura popular | 42° 36′ 50″ N, 1° 15′ 59″ E / 42.61378°N,1.26637°E   | bé integrant del patrimoni cultural català |                     | Modifica les dades a Wikidata |
|        | Serradora de Guelis   | Lladorre | edifici      |                             | 42° 37′ 06″ N, 1° 15′ 01″ E / 42.618237°N,1.250407°E | bé cultural d'interès local                |                     | Modifica les dades a Wikidata |
|        | Serradora de Millat   | Lladorre | edifici      |                             |                                                      | bé cultural d'interès local                |                     | Modifica les dades a Wikidata |

## embassament
| imatge | Nom               | Ubicat a | instància de | Detalls                                          | coordenades                                                                | Protecció | Commons (més fotos) | Dades a WD                    |
| ------ | ----------------- | -------- | ------------ | ------------------------------------------------ | -------------------------------------------------------------------------- | --------- | ------------------- | ----------------------------- |
|        | pantà de Graus    | Lladorre | embassament  | Superfície: 5.1ha Volum: 0.33hm³ Conca: 41.04km² | 42° 40′ 24″ N, 1° 14′ 09″ E / 42.6734°N,1.2359°E riu de Tavascan 1352 msnm |           |                     | Modifica les dades a Wikidata |
|        | pantà de Tavascan | Lladorre | embassament  | Superfície: 7.9ha Volum: 0.64hm³ Conca: 128.6km² | 42° 38′ 13″ N, 1° 15′ 05″ E / 42.637°N,1.25128°E 1104.4 msnm               |           |                     | Modifica les dades a Wikidata |

## entitat singular de població
| imatge | Nom           | Ubicat a | instància de                                   | Detalls                      | coordenades                                                                     | Protecció | Commons (més fotos) | Dades a WD                    |
| ------ | ------------- | -------- | ---------------------------------------------- | ---------------------------- | ------------------------------------------------------------------------------- | --------- | ------------------- | ----------------------------- |
|        | Aineto        | Lladorre | entitat singular de població                   | 21 hab                       | 42° 38′ 16″ N, 1° 14′ 55″ E / 42.63782778°N,1.24865833°E 1214.3 msnm            |           | Aineto (Lladorre)   | Modifica les dades a Wikidata |
|        | Boldís Jussà  | Lladorre | entitat singular de població                   | 18 hab                       | 42° 36′ 50″ N, 1° 15′ 58″ E / 42.613875°N,1.266°E 1341.7 msnm                   |           | Boldís Jussà        | Modifica les dades a Wikidata |
|        | Boldís Sobirà | Lladorre | entitat singular de població                   | 14 hab                       | 42° 36′ 50″ N, 1° 16′ 18″ E / 42.61379°N,1.271676°E 1488.3 msnm                 |           | Boldís Sobirà       | Modifica les dades a Wikidata |
|        | Graus         | Lladorre | entitat singular de població                   | 2 hab                        | 42° 40′ 15″ N, 1° 14′ 04″ E / 42.6707849016156°N,1.23453396616703°E 1334.2 msnm |           |                     | Modifica les dades a Wikidata |
|        | Lladorre      | Lladorre | entitat singular de població capital municipal | 55 hab                       | 42° 37′ 12″ N, 1° 15′ 00″ E / 42.62009196°N,1.25007356°E 1049 msnm              |           |                     | Modifica les dades a Wikidata |
|        | Lleret        | Lladorre | entitat singular de població                   | 21 hab                       | 42° 37′ 10″ N, 1° 14′ 07″ E / 42.619325°N,1.2352425°E 1392.6 msnm               |           | Lleret              | Modifica les dades a Wikidata |
|        | Quanca        | Lladorre | entitat singular de població                   | 6 hab                        | 42° 40′ 52″ N, 1° 14′ 00″ E / 42.681228°N,1.233332°E 1377.3 msnm                |           | Quanca              | Modifica les dades a Wikidata |
|        | Tavascan      | Lladorre | entitat singular de població                   | 117 hab Superfície: 0.066km² | 42° 38′ 37″ N, 1° 15′ 22″ E / 42.6437°N,1.25609°E 1122 msnm                     |           | Tavascan            | Modifica les dades a Wikidata |

## església
| imatge | Nom                                    | Ubicat a | instància de | Detalls                      | coordenades                                                                   | Protecció                   | Commons (més fotos)            | Dades a WD                    |
| ------ | -------------------------------------- | -------- | ------------ | ---------------------------- | ----------------------------------------------------------------------------- | --------------------------- | ------------------------------ | ----------------------------- |
|        | Mare de Déu del Roser de Lladorre      | Lladorre | església     | Estil: arquitectura popular  | 42° 36′ 56″ N, 1° 15′ 27″ E / 42.615639°N,1.257607°E                          | bé cultural d'interès local |                                | Modifica les dades a Wikidata |
|        | Mare de Déu dels Dolors de Casa Escolà | Lladorre | església     |                              | 42° 38′ 43″ N, 1° 15′ 30″ E / 42.6454°N,1.25833°E 1114.2 msnm                 |                             |                                | Modifica les dades a Wikidata |
|        | Sant Antoni de Lladorre                | Lladorre | església     | Estil: arquitectura popular  |                                                                               | bé cultural d'interès local |                                | Modifica les dades a Wikidata |
|        | Sant Bartomeu de Tavascan              | Lladorre | església     |                              | 42° 38′ 40″ N, 1° 15′ 26″ E / 42.644346°N,1.25713°E 1114.2 msnm               | bé cultural d'interès local | Sant Bartomeu de Tavascan      | Modifica les dades a Wikidata |
|        | Sant Corneli i Sant Cebrià de Lleret   | Lladorre | església     |                              | 42° 37′ 09″ N, 1° 14′ 07″ E / 42.61917°N,1.235178°E 1403.2 msnm               | bé cultural d'interès local |                                | Modifica les dades a Wikidata |
|        | Sant Cristòfol de Boldís Jussà         | Lladorre | església     |                              | 42° 36′ 50″ N, 1° 15′ 58″ E / 42.613786°N,1.266136°E Boldís Jussà 1334.2 msnm | bé cultural d'interès local | Sant Cristòfol de Boldís Jussà | Modifica les dades a Wikidata |
|        | Sant Fruitós de Boldís Sobirà          | Lladorre | església     | Estil: arquitectura popular  | 42° 36′ 50″ N, 1° 16′ 19″ E / 42.61382°N,1.271926°E 1490.5 msnm               | bé cultural d'interès local | Sant Fruitós de Boldís Sobirà  | Modifica les dades a Wikidata |
|        | Sant Martí de Lladorre                 | Lladorre | església     | Estil: arquitectura popular  | 42° 37′ 13″ N, 1° 15′ 00″ E / 42.620255°N,1.250044°E 1050 msnm                | bé cultural d'interès local | Sant Martí de Lladorre         | Modifica les dades a Wikidata |
|        | Sant Miquel de Lladorre                | Lladorre | església     |                              | 42° 37′ 17″ N, 1° 15′ 04″ E / 42.62133611°N,1.25124556°E 1050 msnm            |                             |                                | Modifica les dades a Wikidata |
|        | Sant Pere de Boldís Jussà              | Lladorre | església     |                              | 42° 36′ 54″ N, 1° 15′ 55″ E / 42.614917°N,1.265415°E 1344 msnm                | bé cultural d'interès local | Sant Pere de Boldís Jussà      | Modifica les dades a Wikidata |
|        | Sant Romà d'Aineto                     | Lladorre | església     | Estil: arquitectura romànica | 42° 38′ 16″ N, 1° 14′ 57″ E / 42.637864°N,1.249238°E 1216.6 msnm              | bé cultural d'interès local | Sant Romà d'Aineto             | Modifica les dades a Wikidata |
|        | Sant Simó de Tavascan                  | Lladorre | església     |                              | 42° 38′ 39″ N, 1° 15′ 26″ E / 42.644196°N,1.257165°E 1114.2 msnm              | bé cultural d'interès local | Sant Simeó de Tavascan         | Modifica les dades a Wikidata |
|        | Santa Eulàlia de Can Serra             | Lladorre | església     | Estil: arquitectura romànica | 42° 36′ 50″ N, 1° 14′ 55″ E / 42.614004°N,1.248512°E 1023.3 msnm              | bé cultural d'interès local |                                | Modifica les dades a Wikidata |

## font
| imatge | Nom              | Ubicat a | instància de | Detalls | coordenades                                                         | Protecció | Commons (més fotos) | Dades a WD                    |
| ------ | ---------------- | -------- | ------------ | ------- | ------------------------------------------------------------------- | --------- | ------------------- | ----------------------------- |
|        | font d'Arenys    | Lladorre | font         |         | 42° 40′ 26″ N, 1° 14′ 12″ E / 42.6737619783496°N,1.23663416358211°E |           |                     | Modifica les dades a Wikidata |
|        | font de Mollàs   | Lladorre | font         |         | 42° 37′ 36″ N, 1° 17′ 03″ E / 42.62678241339°N,1.2842646745438°E    |           |                     | Modifica les dades a Wikidata |
|        | font de la Costa | Lladorre | font         |         | 42° 42′ 26″ N, 1° 14′ 22″ E / 42.70714685839°N,1.2393165049697°E    |           |                     | Modifica les dades a Wikidata |
|        | font de la Selva | Lladorre | font         |         | 42° 37′ 01″ N, 1° 17′ 35″ E / 42.617008161325°N,1.2930679656404°E   |           |                     | Modifica les dades a Wikidata |
|        | font des Cures   | Lladorre | font         |         | 42° 36′ 28″ N, 1° 17′ 50″ E / 42.6078217102123°N,1.29710991543957°E |           |                     | Modifica les dades a Wikidata |

## llac glacial
| imatge | Nom                                                      | Ubicat a | instància de             | Detalls                                                                      | coordenades                                                                   | Protecció | Commons (més fotos)                                      | Dades a WD                    |
| ------ | -------------------------------------------------------- | -------- | ------------------------ | ---------------------------------------------------------------------------- | ----------------------------------------------------------------------------- | --------- | -------------------------------------------------------- | ----------------------------- |
|        | Conjunt de Romedo: Romedo de Dalt, Colatx, Guiló de Baix | Lladorre | llac glacial             |                                                                              | 42° 42′ 39″ N, 1° 19′ 35″ E / 42.7109°N,1.3265°E 2170 msnm                    |           | Conjunt de Romedo: Romedo de Dalt, Colatx, Guiló de Baix | Modifica les dades a Wikidata |
|        | Estany Blanc                                             | Lladorre | llac glacial zona humida | Llarg: 350m Ample: 302m Superfície: 6.2ha Profunditat: 56m                   | 42° 42′ 49″ N, 1° 16′ 13″ E / 42.713552°N,1.27029°E 2513 msnm                 |           | Estany Blanc                                             | Modifica les dades a Wikidata |
|        | Estany de Certascan                                      | Lladorre | llac glacial embassament | Llarg: 1.21km Ample: 0.6km Superfície: 47ha Profunditat: 96m Volum: 16.37hm³ | 42° 42′ 37″ N, 1° 18′ 08″ E / 42.710234°N,1.302179°E 2236 msnm                |           | Estany de Certascan                                      | Modifica les dades a Wikidata |
|        | Estany de Flamisella                                     | Lladorre | llac glacial zona humida | Llarg: 235m Ample: 137m Superfície: 2.4ha                                    | 42° 42′ 16″ N, 1° 15′ 15″ E / 42.704485°N,1.254224°E 2206 msnm                |           | Estany de Flamisella                                     | Modifica les dades a Wikidata |
|        | Estany de Naorte                                         | Lladorre | llac glacial             | Llarg: 300m Ample: 205m Superfície: 3.92ha                                   | 42° 41′ 24″ N, 1° 18′ 00″ E / 42.689924°N,1.30005°E Vall de Cardós 2150 msnm  |           | Estany de Naorte                                         | Modifica les dades a Wikidata |
|        | estany Closell                                           | Lladorre | llac glacial             | Llarg: 167m Ample: 89m Superfície: 1.18ha                                    | 42° 40′ 58″ N, 1° 17′ 41″ E / 42.682784°N,1.294718°E Vall de Cardós 2074 msnm |           | Estany Closell                                           | Modifica les dades a Wikidata |
|        | estany Inferior de la Gallina                            | Lladorre | llac glacial             | Llarg: 321m Ample: 163m Superfície: 4.65ha                                   | 42° 42′ 19″ N, 1° 11′ 11″ E / 42.7052619159868°N,1.18645088945692°E 2267 msnm |           | Estany Inferior de la Gallina                            | Modifica les dades a Wikidata |
|        | estany Major de la Gallina                               | Lladorre | llac glacial             | Llarg: 565m Ample: 281m Superfície: 11.85ha                                  | 42° 41′ 43″ N, 1° 11′ 00″ E / 42.6952449597381°N,1.18340969243571°E 2489 msnm |           | Estany Major de la Gallina                               | Modifica les dades a Wikidata |
|        | estany Mitjà de la Gallina                               | Lladorre | llac glacial             | Llarg: 158m Ample: 98m Superfície: 1.06ha                                    | 42° 42′ 05″ N, 1° 11′ 07″ E / 42.701319°N,1.185416°E 2341 msnm                |           | Estany Mitjà de la Gallina                               | Modifica les dades a Wikidata |
|        | estany d'Estanilles                                      | Lladorre | llac glacial             |                                                                              | 42° 37′ 34″ N, 1° 17′ 43″ E / 42.626046073182°N,1.2952598754326°E             |           |                                                          | Modifica les dades a Wikidata |
|        | estany de Becero                                         | Lladorre | llac glacial             |                                                                              | 42° 39′ 20″ N, 1° 20′ 10″ E / 42.655538729765°N,1.33616684927931°E            |           |                                                          | Modifica les dades a Wikidata |
|        | estany de Broate                                         | Lladorre | llac glacial             |                                                                              | 42° 40′ 26″ N, 1° 22′ 06″ E / 42.673938589639°N,1.3683943195868°E             |           |                                                          | Modifica les dades a Wikidata |
|        | estany de Canedo                                         | Lladorre | llac glacial             |                                                                              | 42° 39′ 50″ N, 1° 21′ 54″ E / 42.663984348378°N,1.3649941546077°E             |           |                                                          | Modifica les dades a Wikidata |
|        | estany de Colatx                                         | Lladorre | llac glacial             |                                                                              | 42° 42′ 58″ N, 1° 19′ 26″ E / 42.7162069967309°N,1.32379985000325°E           |           |                                                          | Modifica les dades a Wikidata |
|        | estany de Llavera                                        | Lladorre | llac glacial             | Llarg: 242m Ample: 121m Superfície: 2.13ha                                   | 42° 42′ 17″ N, 1° 11′ 40″ E / 42.704725°N,1.194522°E 2193 msnm                |           | Estany de Llavera                                        | Modifica les dades a Wikidata |
|        | estany de Mariola                                        | Lladorre | llac glacial zona humida | Llarg: 562m Ample: 374m Superfície: 17.97ha Profunditat: 48m                 | 42° 42′ 57″ N, 1° 13′ 23″ E / 42.715817°N,1.223172°E 2271 msnm                |           | Estany de Mariola                                        | Modifica les dades a Wikidata |
|        | estany de Mollàs                                         | Lladorre | llac glacial             |                                                                              | 42° 42′ 34″ N, 1° 12′ 40″ E / 42.709412098947°N,1.2111678450721°E             |           |                                                          | Modifica les dades a Wikidata |
|        | estany de Montarenyo                                     | Lladorre | llac glacial             |                                                                              | 42° 37′ 40″ N, 1° 17′ 36″ E / 42.627749862814°N,1.29343259571455°E            |           |                                                          | Modifica les dades a Wikidata |
|        | estany de Punturri                                       | Lladorre | llac glacial             |                                                                              | 42° 42′ 29″ N, 1° 18′ 53″ E / 42.7079504325445°N,1.31468098580406°E           |           |                                                          | Modifica les dades a Wikidata |
|        | estany de Romedo de Baix                                 | Lladorre | llac glacial             | Llarg: 446m Ample: 250m Superfície: 9.66ha Profunditat: 22m                  | 42° 42′ 00″ N, 1° 20′ 08″ E / 42.699951°N,1.335555°E Vall de Cardós 2005 msnm |           | Estany de Romedo de Baix                                 | Modifica les dades a Wikidata |
|        | estany de Romedo de Dalt                                 | Lladorre | llac glacial             | Llarg: 442m Ample: 344m Superfície: 12.17ha                                  | 42° 42′ 18″ N, 1° 19′ 25″ E / 42.705102°N,1.323519°E Vall de Cardós 2108 msnm |           | Estany de Romedo de Dalt                                 | Modifica les dades a Wikidata |
|        | estany de Rovinets                                       | Lladorre | llac glacial             |                                                                              | 42° 40′ 03″ N, 1° 20′ 04″ E / 42.6675647235286°N,1.33457699436966°E           |           |                                                          | Modifica les dades a Wikidata |
|        | estany de Senó                                           | Lladorre | llac glacial             |                                                                              | 42° 42′ 40″ N, 1° 19′ 18″ E / 42.7109972387609°N,1.32163217086138°E           |           |                                                          | Modifica les dades a Wikidata |
|        | estany de dalt de la Gallina                             | Lladorre | llac glacial             | Llarg: 222m Ample: 149m Superfície: 2.33ha                                   | 42° 42′ 00″ N, 1° 11′ 04″ E / 42.699988517798°N,1.1845790238756°E 2371 msnm   |           | Estany de Dalt de la Gallina                             | Modifica les dades a Wikidata |
|        | estany de la Pleta de Broate                             | Lladorre | llac glacial             |                                                                              | 42° 41′ 00″ N, 1° 22′ 10″ E / 42.683401573365°N,1.36937983174454°E            |           |                                                          | Modifica les dades a Wikidata |
|        | estany de la Ribereta                                    | Lladorre | llac glacial             |                                                                              | 42° 43′ 03″ N, 1° 12′ 31″ E / 42.71747488162°N,1.2084937392761°E              |           |                                                          | Modifica les dades a Wikidata |
|        | estany de la Ribereta de Dalt                            | Lladorre | llac glacial             |                                                                              | 42° 43′ 00″ N, 1° 12′ 44″ E / 42.716632014593°N,1.2121816267126°E             |           |                                                          | Modifica les dades a Wikidata |
|        | estany del Port de Tavascan                              | Lladorre | llac glacial             | Llarg: 431m Ample: 143m Superfície: 4.36ha                                   | 42° 42′ 58″ N, 1° 14′ 21″ E / 42.716148059665°N,1.2390619792666°E 2033 msnm   |           | Estany del Port de Tavascan                              | Modifica les dades a Wikidata |
|        | estanyet de Llavera                                      | Lladorre | llac glacial             |                                                                              | 42° 42′ 07″ N, 1° 11′ 35″ E / 42.701923831921°N,1.19306907116°E               |           |                                                          | Modifica les dades a Wikidata |
|        | estanyet de Montarenyo                                   | Lladorre | llac glacial             |                                                                              | 42° 43′ 13″ N, 1° 13′ 52″ E / 42.7203060624798°N,1.23112729754632°E           |           |                                                          | Modifica les dades a Wikidata |
|        | estanyol de Flamisella                                   | Lladorre | llac glacial             |                                                                              | 42° 42′ 30″ N, 1° 15′ 05″ E / 42.708234005795°N,1.251496252782°E              |           |                                                          | Modifica les dades a Wikidata |
|        | estanys de Guerossos                                     | Lladorre | llac glacial             | Profunditat: 13m                                                             | 42° 42′ 27″ N, 1° 16′ 03″ E / 42.707575062727°N,1.2673882218879°E 2346 msnm   |           | Estanys de Guerossos                                     | Modifica les dades a Wikidata |
|        | estanys de Guiló                                         | Lladorre | llac glacial             |                                                                              | 42° 42′ 44″ N, 1° 20′ 00″ E / 42.712154044199°N,1.3332017354084°E             |           |                                                          | Modifica les dades a Wikidata |
|        | estanys de Mascaró                                       | Lladorre | llac glacial             |                                                                              | 42° 41′ 00″ N, 1° 12′ 17″ E / 42.6833769537377°N,1.20459072879202°E           |           |                                                          | Modifica les dades a Wikidata |
|        | estanys de Vedos                                         | Lladorre | llac glacial             |                                                                              | 42° 41′ 48″ N, 1° 12′ 22″ E / 42.6965666634289°N,1.20612738976596°E           |           |                                                          | Modifica les dades a Wikidata |

## masia
| imatge | Nom          | Ubicat a | instància de | Detalls | coordenades                                                                   | Protecció | Commons (més fotos)  | Dades a WD                    |
| ------ | ------------ | -------- | ------------ | ------- | ----------------------------------------------------------------------------- | --------- | -------------------- | ----------------------------- |
|        | Casa Serra   | Lladorre | masia        |         | 42° 36′ 53″ N, 1° 14′ 53″ E / 42.6147375490594°N,1.24812782636278°E           |           |                      | Modifica les dades a Wikidata |
|        | la Molina    | Lladorre | masia        |         | 42° 38′ 46″ N, 1° 15′ 38″ E / 42.6461682646418°N,1.26067637908195°E 1122 msnm |           | La Molina (Tavascan) | Modifica les dades a Wikidata |
|        | les Guàrdies | Lladorre | masia        |         | 42° 38′ 53″ N, 1° 15′ 20″ E / 42.6479461621361°N,1.25560092992202°E           |           |                      | Modifica les dades a Wikidata |

## muntanya
| imatge | Nom                       | Ubicat a                                      | instància de | Detalls | coordenades                                                                       | Protecció | Commons (més fotos)       | Dades a WD                    |
| ------ | ------------------------- | --------------------------------------------- | ------------ | ------- | --------------------------------------------------------------------------------- | --------- | ------------------------- | ----------------------------- |
|        | Cap de Broate             | Lladorre                                      | muntanya     |         | 42° 41′ 33″ N, 1° 21′ 52″ E / 42.692368°N,1.364376°E 2741 msnm                    |           | Cap de Broate             | Modifica les dades a Wikidata |
|        | Cap de Canalets           | Lladorre                                      | muntanya     |         | 42° 41′ 57″ N, 1° 17′ 43″ E / 42.69914°N,1.295178°E Vall de Cardós 2608.5 msnm    |           | Cap de Canalets           | Modifica les dades a Wikidata |
|        | Cap de Guiló              | Lladorre                                      | muntanya     |         | 42° 43′ 11″ N, 1° 21′ 26″ E / 42.71974722°N,1.35735278°E 2615.6 msnm              |           |                           | Modifica les dades a Wikidata |
|        | Guins de l'Ase            | Lladorre                                      | muntanya     |         | 42° 40′ 40″ N, 1° 23′ 13″ E / 42.67773333°N,1.38693611°E 2961.1 msnm              |           |                           | Modifica les dades a Wikidata |
|        | Miranda de la Costa Blava | Lladorre                                      | muntanya     |         | 42° 41′ 28″ N, 1° 13′ 10″ E / 42.6912°N,1.21955°E 2316.8 msnm                     |           | Miranda de la Costa Blava | Modifica les dades a Wikidata |
|        | Mont-roig                 | Alt Àneu Lladorre la Guingueta d'Àneu Coflens | muntanya     |         | 42° 42′ 39″ N, 1° 10′ 36″ E / 42.7108°N,1.1768°E 2864 msnm                        |           | Mont-roig (Alt Àneu)      | Modifica les dades a Wikidata |
|        | Montarenyo de Boldís      | Lladorre Alins                                | muntanya     |         | 42° 38′ 17″ N, 1° 18′ 27″ E / 42.637993°N,1.307491°E 2593 msnm                    |           |                           | Modifica les dades a Wikidata |
|        | Penyes Negres             | la Guingueta d'Àneu Lladorre                  | muntanya     |         | 42° 38′ 30″ N, 1° 11′ 16″ E / 42.6417°N,1.18779°E 2436 msnm                       |           |                           | Modifica les dades a Wikidata |
|        | Pic Roi                   | Lladorre                                      | muntanya     |         | 42° 43′ 10″ N, 1° 20′ 25″ E / 42.71934833°N,1.34028889°E 2439 msnm                |           |                           | Modifica les dades a Wikidata |
|        | Pic d'Agüioles            | Lladorre                                      | muntanya     |         | 42° 37′ 53″ N, 1° 16′ 23″ E / 42.6315°N,1.27316°E 2104.9 msnm                     |           |                           | Modifica les dades a Wikidata |
|        | Pic de Baborte            | Alins Lladorre                                | muntanya     |         | 42° 39′ 27″ N, 1° 22′ 01″ E / 42.657463°N,1.367073°E 2934 msnm                    |           | Pic de Baborte            | Modifica les dades a Wikidata |
|        | Pic de Becero             | Lladorre                                      | muntanya     |         | 42° 39′ 45″ N, 1° 20′ 05″ E / 42.6625°N,1.33472°E Vall de Cardós 2582.6 msnm      |           | Pic de Becero             | Modifica les dades a Wikidata |
|        | Pic de Broate             | Lladorre                                      | muntanya     |         | 42° 41′ 41″ N, 1° 21′ 54″ E / 42.69471667°N,1.36496111°E 2705.9 msnm              |           |                           | Modifica les dades a Wikidata |
|        | Pic de Certascan          | Lladorre                                      | muntanya     |         | 42° 42′ 43″ N, 1° 16′ 40″ E / 42.7119661042°N,1.27771844284°E 2853 msnm           |           | Pic de Certascan          | Modifica les dades a Wikidata |
|        | Pic de Colatx             | Lladorre Uston                                | muntanya     |         | 42° 43′ 28″ N, 1° 19′ 31″ E / 42.724307°N,1.325358°E 2570 msnm                    |           | Pic de Colatx             | Modifica les dades a Wikidata |
|        | Pic de Flamisella         | Lladorre                                      | muntanya     |         | 42° 42′ 46″ N, 1° 15′ 41″ E / 42.712741°N,1.261402°E 2782 msnm                    |           | Pic de Flamisella         | Modifica les dades a Wikidata |
|        | Pic de Guerossos          | Lladorre                                      | muntanya     |         | 42° 42′ 11″ N, 1° 16′ 55″ E / 42.70295833°N,1.28181111°E 2734 msnm                |           | Pic de Guerossos          | Modifica les dades a Wikidata |
|        | Pic de Guiló              | Lladorre                                      | muntanya     |         | 42° 43′ 12″ N, 1° 20′ 54″ E / 42.71996944°N,1.34836944°E Vall de Cardós 2556 msnm |           | Pic de Guiló              | Modifica les dades a Wikidata |
|        | Pic de Mariola            | Lladorre Coflens                              | muntanya     |         | 42° 43′ 12″ N, 1° 13′ 00″ E / 42.720051°N,1.216644°E 2663 msnm                    |           |                           | Modifica les dades a Wikidata |
|        | Pic de Montarenyo         | Lladorre                                      | muntanya     |         | 42° 43′ 41″ N, 1° 13′ 46″ E / 42.727946°N,1.229518°E 2618 msnm                    |           |                           | Modifica les dades a Wikidata |
|        | Pic de Montestaure        | Lladorre                                      | muntanya     |         | 42° 41′ 43″ N, 1° 22′ 37″ E / 42.6954°N,1.37694°E 2659 msnm                       |           |                           | Modifica les dades a Wikidata |
|        | Pic de Punturri           | Lladorre                                      | muntanya     |         | 42° 42′ 36″ N, 1° 18′ 35″ E / 42.709897°N,1.309753°E 2510.3 msnm                  |           | Pic de Punturri           | Modifica les dades a Wikidata |
|        | Pic de Rovinets           | Lladorre                                      | muntanya     |         | 42° 40′ 08″ N, 1° 20′ 03″ E / 42.668827°N,1.334295°E Vall de Cardós 2279 msnm     |           | Rovinets                  | Modifica les dades a Wikidata |
|        | Pic de Sabollés           | Lladorre                                      | muntanya     |         | 42° 41′ 31″ N, 1° 16′ 23″ E / 42.692°N,1.27301°E 2655.1 msnm                      |           |                           | Modifica les dades a Wikidata |
|        | Pic de Salibarri          | Lladorre                                      | muntanya     |         | 42° 41′ 52″ N, 1° 21′ 42″ E / 42.6979°N,1.36162°E 2610.9 msnm                     |           |                           | Modifica les dades a Wikidata |
|        | Pic de Serra Plana        | Lladorre                                      | muntanya     |         | 42° 41′ 48″ N, 1° 17′ 24″ E / 42.69671389°N,1.28989722°E 2611.5 msnm              |           |                           | Modifica les dades a Wikidata |
|        | Pic de Serra Plana        | Vall de Cardós Lladorre                       | muntanya     |         | 42° 38′ 28″ N, 1° 13′ 16″ E / 42.64100278°N,1.22116944°E 2303.7 msnm              |           | Pic de Serra Plana        | Modifica les dades a Wikidata |
|        | Pic de Soliguera          | Lladorre                                      | muntanya     |         | 42° 40′ 50″ N, 1° 15′ 54″ E / 42.68065833°N,1.26489167°E 2592 msnm                |           |                           | Modifica les dades a Wikidata |
|        | Pic de Turquilla          | Lladorre                                      | muntanya     |         | 42° 43′ 28″ N, 1° 20′ 07″ E / 42.72430833°N,1.33527194°E 2528 msnm                |           |                           | Modifica les dades a Wikidata |
|        | Pic de Ventolau           | la Guingueta d'Àneu Lladorre                  | muntanya     |         | 42° 41′ 26″ N, 1° 11′ 26″ E / 42.690651°N,1.190422°E 2851 msnm                    |           | Pic de Ventolau           | Modifica les dades a Wikidata |
|        | Pic de la Coma del Forn   | la Guingueta d'Àneu Lladorre                  | muntanya     |         | 42° 40′ 40″ N, 1° 11′ 25″ E / 42.67790556°N,1.19016111°E 2683 msnm                |           |                           | Modifica les dades a Wikidata |
|        | Pic de la Gallina         | la Guingueta d'Àneu Lladorre                  | muntanya     |         | 42° 42′ 04″ N, 1° 10′ 34″ E / 42.70114583°N,1.17614167°E 2757 msnm                |           | Pic de la Gallina         | Modifica les dades a Wikidata |
|        | Pic de la Lleia           | Lladorre Arieja                               | muntanya     |         | 42° 42′ 53″ N, 1° 15′ 39″ E / 42.7147°N,1.26073°E 2776 msnm                       |           | Pic de la Lleia           | Modifica les dades a Wikidata |
|        | Pic de la Roia de Mollàs  | Lladorre                                      | muntanya     |         | 42° 42′ 59″ N, 1° 11′ 32″ E / 42.7164°N,1.19236°E 2644 msnm                       |           |                           | Modifica les dades a Wikidata |
|        | Pic del Port de Tavascan  | Lladorre                                      | muntanya     |         | 42° 43′ 16″ N, 1° 14′ 54″ E / 42.72097778°N,1.248425°E 2493 msnm                  |           |                           | Modifica les dades a Wikidata |
|        | Pic dels Tres Comtes      | Lladorre                                      | muntanya     |         | 42° 42′ 54″ N, 1° 21′ 28″ E / 42.715125°N,1.35779167°E 2659.7 msnm                |           | Pic dels Tres Comtes      | Modifica les dades a Wikidata |
|        | Pic des Tovarres          | Vall de Cardós Lladorre                       | muntanya     |         | 42° 39′ 14″ N, 1° 12′ 22″ E / 42.65381944°N,1.20598889°E 2447.6 msnm              |           |                           | Modifica les dades a Wikidata |
|        | Piquet de Guerossos       | Lladorre                                      | muntanya     |         | 42° 42′ 16″ N, 1° 16′ 27″ E / 42.70454167°N,1.27429167°E 2583 msnm                |           | Piquet de Guerossos       | Modifica les dades a Wikidata |
|        | Pui del Cap de l'Estany   | Lladorre Arieja                               | muntanya     |         | 42° 43′ 03″ N, 1° 18′ 33″ E / 42.7176°N,1.30924°E 2603 msnm                       |           | Pui del Cap de l'Estany   | Modifica les dades a Wikidata |
|        | Punta de Roquetes         | Esterri de Cardós Lladorre                    | muntanya     |         | 42° 36′ 09″ N, 1° 17′ 09″ E / 42.6024°N,1.28584°E 1987.3 msnm                     |           |                           | Modifica les dades a Wikidata |
|        | Punta del Port            | Lladorre                                      | muntanya     |         | 42° 41′ 59″ N, 1° 21′ 14″ E / 42.699733°N,1.353951°E 2603 msnm                    |           | Punta del Port            | Modifica les dades a Wikidata |
|        | Roc Bataller              | Esterri de Cardós Lladorre                    | muntanya     |         | 42° 36′ 15″ N, 1° 15′ 44″ E / 42.6041°N,1.26234°E 1728 msnm                       |           | Roc Bataller              | Modifica les dades a Wikidata |
|        | Roc d'Ausinsi             | Alins Lladorre                                | muntanya     |         | 42° 38′ 50″ N, 1° 18′ 51″ E / 42.64709167°N,1.31428889°E 2545.3 msnm              |           |                           | Modifica les dades a Wikidata |
|        | Roca Cigalera             | Alins Lladorre                                | muntanya     |         | 42° 39′ 04″ N, 1° 19′ 51″ E / 42.65099472°N,1.33091667°E 2667.8 msnm              |           | Roca Cigalera             | Modifica les dades a Wikidata |
|        | Roca Espana               | Lladorre                                      | muntanya     |         | 42° 42′ 50″ N, 1° 12′ 58″ E / 42.7139°N,1.21609°E 2521.9 msnm                     |           |                           | Modifica les dades a Wikidata |
|        | Trencacalders             | Lladorre                                      | muntanya     |         | 42° 39′ 34″ N, 1° 13′ 15″ E / 42.65952778°N,1.22088333°E 2266.4 msnm              |           | Trencacalders             | Modifica les dades a Wikidata |
|        | Tres Pics                 | Alins Lladorre                                | muntanya     |         | 42° 38′ 42″ N, 1° 21′ 08″ E / 42.6451°N,1.35229°E Vall Ferrera 2648 msnm          |           | Tres Pics                 | Modifica les dades a Wikidata |
|        | Tuc de Lasauguèda         | Lladorre Arieja                               | muntanya     |         | 42° 43′ 04″ N, 1° 16′ 02″ E / 42.71784667°N,1.26719139°E 2762 msnm                |           | Tuc de Lasauguèda         | Modifica les dades a Wikidata |
|        | Tuc de Marterat           | Lladorre                                      | muntanya     |         | 42° 42′ 50″ N, 1° 15′ 08″ E / 42.71391944°N,1.25224028°E 2666 msnm                |           | Tuc de Marterat           | Modifica les dades a Wikidata |
|        | Tuc de Montabòna          | Lladorre                                      | muntanya     |         | 42° 43′ 07″ N, 1° 16′ 30″ E / 42.71873278°N,1.27488333°E 2795.2 msnm              |           |                           | Modifica les dades a Wikidata |
|        | Tuc de Senó               | Lladorre                                      | muntanya     |         | 42° 43′ 10″ N, 1° 17′ 48″ E / 42.7195°N,1.2967°E 2556.1 msnm                      |           | Tuc de Senó               | Modifica les dades a Wikidata |
|        | Tuc de la Cima            | Lladorre                                      | muntanya     |         | 42° 39′ 50″ N, 1° 12′ 50″ E / 42.66395°N,1.21395°E 2456.9 msnm                    |           | Tuc de la Cima            | Modifica les dades a Wikidata |
|        | Tuc del Caubo             | Lladorre                                      | muntanya     |         | 42° 40′ 24″ N, 1° 15′ 49″ E / 42.673231°N,1.263586°E 2570 msnm                    |           | Tuc del Caubo             | Modifica les dades a Wikidata |
|        | Tuc dels Tres Comtes      | Lladorre                                      | muntanya     |         | 42° 42′ 55″ N, 1° 21′ 28″ E / 42.715142°N,1.357815°E 2694.7 msnm                  |           |                           | Modifica les dades a Wikidata |
|        | Tuca de Salibarri         | Lladorre                                      | muntanya     |         | 42° 42′ 22″ N, 1° 21′ 09″ E / 42.70613889°N,1.3523925°E 2540.9 msnm               |           |                           | Modifica les dades a Wikidata |
|        | Tudela                    | Alins Lladorre Esterri de Cardós              | muntanya     |         | 42° 36′ 16″ N, 1° 17′ 42″ E / 42.6044°N,1.29513°E 2327.8 msnm                     |           |                           | Modifica les dades a Wikidata |
|        | Turó de la Ribera         | Lladorre                                      | muntanya     |         | 42° 38′ 51″ N, 1° 17′ 47″ E / 42.64746944°N,1.29639722°E 2411.7 msnm              |           |                           | Modifica les dades a Wikidata |
|        | Turó des Plaus de Boldís  | Lladorre                                      | muntanya     |         | 42° 38′ 18″ N, 1° 17′ 20″ E / 42.6383°N,1.28891°E 2496.7 msnm                     |           |                           | Modifica les dades a Wikidata |
|        | la Punta                  | Esterri de Cardós Lladorre                    | muntanya     |         | 42° 36′ 07″ N, 1° 16′ 26″ E / 42.60206056°N,1.27375°E 1808 msnm                   |           |                           | Modifica les dades a Wikidata |
|        | les Tuques                | Uston Lladorre                                | muntanya     |         | 42° 42′ 48″ N, 1° 21′ 17″ E / 42.71346111°N,1.35462778°E 2569.1 msnm              |           | Les Tuques                | Modifica les dades a Wikidata |
|        | pic dels Estanys          | Alins Lladorre                                | muntanya     |         | 42° 39′ 59″ N, 1° 22′ 15″ E / 42.666371°N,1.370853°E 2956 msnm                    |           | Pic dels Estanys          | Modifica les dades a Wikidata |

## pont
| imatge | Nom                   | Ubicat a | instància de | Detalls                                                              | coordenades                                                         | Protecció                   | Commons (més fotos)   | Dades a WD                    |
| ------ | --------------------- | -------- | ------------ | -------------------------------------------------------------------- | ------------------------------------------------------------------- | --------------------------- | --------------------- | ----------------------------- |
|        | Palanca de Sellente   | Lladorre | pont         |                                                                      | 42° 40′ 41″ N, 1° 20′ 19″ E / 42.6781253225024°N,1.33873745254456°E |                             |                       | Modifica les dades a Wikidata |
|        | Pont Vell de Tavascan | Lladorre | pont         | Estil: arquitectura romànica Travessa: riu de Tavascan               | 42° 38′ 39″ N, 1° 15′ 23″ E / 42.6442°N,1.25639°E                   | bé cultural d'interès local | Pont Vell de Tavascan | Modifica les dades a Wikidata |
|        | Pont de Borito        | Lladorre | pont         | Estil: arquitectura popular 13rd century Travessa: Noguera de Cardós | 42° 37′ 35″ N, 1° 14′ 54″ E / 42.626373°N,1.248208°E                | bé cultural d'interès local | Pont de Borito        | Modifica les dades a Wikidata |
|        | Pont de Morieto       | Lladorre | pont         | Travessa: Riu de Lladorre                                            | 42° 39′ 48″ N, 1° 17′ 03″ E / 42.6633464390903°N,1.28429604894823°E |                             |                       | Modifica les dades a Wikidata |
|        | Pont de Tavascan      | Lladorre | pont         | Travessa: Riu de Lladorre                                            | 42° 38′ 38″ N, 1° 15′ 27″ E / 42.6439496044244°N,1.25749353155147°E |                             |                       | Modifica les dades a Wikidata |
|        | Pont de la Borda      | Lladorre | pont         | Travessa: Riu de Lladorre                                            | 42° 40′ 49″ N, 1° 19′ 18″ E / 42.6802169077839°N,1.32160671736843°E |                             |                       | Modifica les dades a Wikidata |

## presa d'aigua
| imatge | Nom                | Ubicat a | instància de                             | Detalls | coordenades                                                    | Protecció | Commons (més fotos) | Dades a WD                    |
| ------ | ------------------ | -------- | ---------------------------------------- | ------- | -------------------------------------------------------------- | --------- | ------------------- | ----------------------------- |
|        | Presa de Certascan | Lladorre | presa d'aigua                            |         | 42° 42′ 06″ N, 1° 18′ 50″ E / 42.701552°N,1.313883°E 2025 msnm |           | Presa de Certascan  | Modifica les dades a Wikidata |
|        | Presa de Montalto  | Lladorre | presa d'aigua Ús: energia hidroelèctrica |         | 42° 40′ 15″ N, 1° 18′ 45″ E / 42.670972°N,1.312383°E 1380 msnm |           | Presa de Montalto   | Modifica les dades a Wikidata |

## presa de gravetat
| imatge | Nom                | Ubicat a | instància de                                                       | Detalls                                   | coordenades                                                                         | Protecció | Commons (més fotos) | Dades a WD                    |
| ------ | ------------------ | -------- | ------------------------------------------------------------------ | ----------------------------------------- | ----------------------------------------------------------------------------------- | --------- | ------------------- | ----------------------------- |
|        | presa de Certascan | Lladorre | presa de gravetat Ús: energia hidroelèctrica                       | Llarg: 43m Alt: 7.5m Volum: 1m³           | 42° 42′ 17″ N, 1° 18′ 25″ E / 42.704861111111°N,1.3068611111111°E 2235 2227.01 msnm |           |                     | Modifica les dades a Wikidata |
|        | presa de Tavascan  | Lladorre | presa de gravetat Ús: energia hidroelèctrica regadiu aigua potable | 1966 Llarg: 57m Alt: 29.5m Volum: 12600m³ | 42° 38′ 13″ N, 1° 15′ 05″ E / 42.63691°N,1.25131°E 1107 1077 msnm                   |           |                     | Modifica les dades a Wikidata |

## refugi de muntanya
| imatge | Nom                         | Ubicat a | instància de       | Detalls                               | coordenades | Protecció | Commons (més fotos)            | Dades a WD                    |
| ------ | --------------------------- | -------- | ------------------ | ------------------------------------- | --- | --------- | ------------------------------ | ----------------------------- |
|        | refugi Enric Pujol          | Lladorre | refugi de muntanya | 1984-10                               | 42° 42′ 21″ N, 1° 11′ 20″ E / 42.705945°N,1.188988°E ca:Damunt l'estany Inferior de la Gallina 2289 msnm        |           | Refugi Mont-roig "Enric Pujol" | Modifica les dades a Wikidata |
|        | refugi de Broate            | Lladorre | refugi de muntanya | 1988-09-25                            | 42° 40′ 57″ N, 1° 22′ 16″ E / 42.6825°N,1.37123°E ca:Al costat de l'estany de la Pleta de Broate 2222 msnm      |           | Refugi de Broate               | Modifica les dades a Wikidata |
|        | refugi de Certascan         | Lladorre | refugi de muntanya | 1975-10-19 Hi passa: La porta del cel | 42° 42′ 14″ N, 1° 18′ 23″ E / 42.703889°N,1.306497°E ca:Al desguàs de l'estany de Certascan 2232 msnm           |           | Refugi de Certascan            | Modifica les dades a Wikidata |
|        | refugi de la Pleta del Prat | Lladorre | refugi de muntanya | 1995-01-22                            | 42° 40′ 40″ N, 1° 13′ 07″ E / 42.67777778°N,1.21861111°E ca:Entre els torrents de Mascaró i Mascarida 1720 msnm |           | Refugi de la Pleta del Prat    | Modifica les dades a Wikidata |

## serra
| imatge | Nom                    | Ubicat a                         | instància de | Detalls | coordenades                                                                       | Protecció | Commons (més fotos)    | Dades a WD                    |
| ------ | ---------------------- | -------------------------------- | ------------ | ------- | --------------------------------------------------------------------------------- | --------- | ---------------------- | ----------------------------- |
|        | Crestes de Canedo      | Lladorre                         | serra        |         | 42° 39′ 57″ N, 1° 21′ 36″ E / 42.6659°N,1.36012°E 267 msnm                        |           |                        | Modifica les dades a Wikidata |
|        | Montamara              | Lladorre                         | serra        |         | 42° 39′ 45″ N, 1° 15′ 34″ E / 42.66241944°N,1.25935278°E 2273.2 msnm              |           |                        | Modifica les dades a Wikidata |
|        | Serra Marinera         | Lladorre                         | serra        |         | 42° 41′ 11″ N, 1° 17′ 24″ E / 42.6863°N,1.28998°E 2482.7 msnm                     |           |                        | Modifica les dades a Wikidata |
|        | Serra Plana (Lladorre) | Lladorre Vall de Cardós          | serra        |         | 42° 38′ 53″ N, 1° 12′ 41″ E / 42.64796389°N,1.21148056°E 2447.6 msnm              |           | Serra Plana (Lladorre) | Modifica les dades a Wikidata |
|        | Serra de Llurri        | Lladorre                         | serra        |         | 42° 41′ 52″ N, 1° 19′ 30″ E / 42.69788889°N,1.325075°E Vall de Cardós 2338.5 msnm |           | Serra de Llurri        | Modifica les dades a Wikidata |
|        | Serra de Tudela        | Alins Esterri de Cardós Lladorre | serra        |         | 42° 36′ 16″ N, 1° 17′ 42″ E / 42.6044°N,1.29513°E                                 |           | Serra de Tudela        | Modifica les dades a Wikidata |
|        | serra de Canals        | Lladorre                         | serra        |         | 42° 41′ 16″ N, 1° 16′ 10″ E / 42.6879°N,1.26952°E 2655.1 msnm                     |           |                        | Modifica les dades a Wikidata |
|        | serra de Costuix       | Lladorre                         | serra        |         | 42° 40′ 30″ N, 1° 15′ 15″ E / 42.6751°N,1.25404°E 2557.1 msnm                     |           |                        | Modifica les dades a Wikidata |
|        | serrat de les Portes   | Lladorre                         | serra        |         | 42° 38′ 06″ N, 1° 14′ 08″ E / 42.63492528°N,1.23550722°E 2178 msnm                |           |                        | Modifica les dades a Wikidata |

## vèrtex geodèsic
| imatge | Nom        | Ubicat a | instància de    | Detalls   | coordenades                                                        | Protecció | Commons (més fotos) | Dades a WD                    |
| ------ | ---------- | -------- | --------------- | --------- | ------------------------------------------------------------------ | --------- | ------------------- | ----------------------------- |
|        | Flavisella | Lladorre | vèrtex geodèsic | Alt: 1.2m | 42° 42′ 43″ N, 1° 16′ 40″ E / 42.711951°N,1.27772°E 2853.317 msnm  |           |                     | Modifica les dades a Wikidata |
|        | Montrouge  | Lladorre | vèrtex geodèsic | Alt: 1.2m | 42° 42′ 29″ N, 1° 10′ 16″ E / 42.708114°N,1.170977°E 2847.142 msnm |           |                     | Modifica les dades a Wikidata |
|        | Muntareño  | Lladorre | vèrtex geodèsic | Alt: 1.2m | 42° 38′ 50″ N, 1° 18′ 31″ E / 42.647182°N,1.30848°E 2548.989 msnm  |           |                     | Modifica les dades a Wikidata |

## Misc
| imatge | Nom                                            | Ubicat a | instància de                                 | Detalls                                     | coordenades                                                                                              | Protecció                                            | Commons (més fotos)                            | Dades a WD                    |
| ------ | ---------------------------------------------- | -------- | -------------------------------------------- | ------------------------------------------- | --- | ---------------------------------------------------- | ---------------------------------------------- | ----------------------------- |
|        | Casa Escolà a Tavascan                         | Lladorre | casa                                         | Estil: arquitectura popular                 | | bé integrant del patrimoni cultural català           |                                                | Modifica les dades a Wikidata |
|        | Castell de Lladorre                            | Lladorre | castell                                      |                                             | 42° 37′ 12″ N, 1° 14′ 50″ E / 42.62°N,1.24729°E ca:Als Prats del Castell, a ponent de Lladorre 1071 msnm | bé d'interès cultural bé cultural d'interès nacional | Castell de Lladorre                            | Modifica les dades a Wikidata |
|        | Complex hidroelèctric de l'alta vall de Cardós | Tavascan | central hidroelèctrica Complex hidroelèctric |                                             | 42° 38′ 47″ N, 1° 15′ 34″ E / 42.646482°N,1.259333°E                                                     |                                                      | Complex hidroelèctric de l'alta vall de Cardós | Modifica les dades a Wikidata |
|        | Estació d'esquí Tavascan                       | Lladorre | estació d'esquí                              |                                             | 42° 40′ 43″ N, 1° 13′ 10″ E / 42.67855278°N,1.21956111°E Tavascan 1710 2560 msnm                         |                                                      |                                                | Modifica les dades a Wikidata |
|        | Forat de la Mena                               | Lladorre | cova                                         |                                             | 42° 40′ 53″ N, 1° 20′ 08″ E / 42.6813017273846°N,1.33546720939291°E                                      |                                                      |                                                | Modifica les dades a Wikidata |
|        | Forn de calç de Lladorre                       | Lladorre | forn de calç                                 | Estil: arquitectura popular                 | | bé cultural d'interès local                          |                                                | Modifica les dades a Wikidata |
|        | Molí de la Mola                                | Lladorre | molí d'aigua                                 | Estil: arquitectura popular                 | 42° 37′ 27″ N, 1° 14′ 57″ E / 42.6240931391958°N,1.24924339679191°E                                      | bé cultural d'interès local                          |                                                | Modifica les dades a Wikidata |
|        | Noarre                                         | Lladorre | disseminat nucli de població                 |                                             | 42° 41′ 05″ N, 1° 14′ 37″ E / 42.684713°N,1.243682°E 1589.6 msnm                                         |                                                      | Noarre                                         | Modifica les dades a Wikidata |
|        | Portal de Tavascan                             | Lladorre | passatge                                     |                                             | 42° 38′ 37″ N, 1° 15′ 22″ E / 42.643716°N,1.255978°E                                                     | bé cultural d'interès local                          |                                                | Modifica les dades a Wikidata |
|        | Sant Cristòfol de Lladorre                     | Lladorre | oratori                                      | Estil: arquitectura popular                 | 42° 37′ 06″ N, 1° 15′ 46″ E / 42.618249°N,1.262808°E                                                     | bé cultural d'interès local                          |                                                | Modifica les dades a Wikidata |
|        | casa consistorial de Lladorre                  | Lladorre | casa consistorial                            |                                             | 42° 37′ 16″ N, 1° 14′ 59″ E / 42.6211354°N,1.24982°E                                                     |                                                      |                                                | Modifica les dades a Wikidata |
|        | conjunt de la Gallina: Inferior i Major        | Lladorre | zona humida                                  | Conca: 178.44ha                             | 42° 41′ 59″ N, 1° 11′ 02″ E / 42.699815°N,1.183978°E 2340 msnm                                           |                                                      | Estanys de la Gallina                          | Modifica les dades a Wikidata |
|        | pla de Boavi                                   | Lladorre | indret                                       | Llarg: 700m Ample: 237m Superfície: 10.85ha | 42° 40′ 55″ N, 1° 19′ 45″ E / 42.681906°N,1.329071°E 1460 msnm                                           |                                                      | Pla de Boavi                                   | Modifica les dades a Wikidata |